# センチメント・エキスプレス
「センチメント・エキスプレス」は、GOING UNDER GROUNDのシングル。ビクターエンタテインメントのレーベルHAPPYHOUSEより2001年9月19日発売。

## 概要
メジャーデビュー後2枚目のシングルである。ジャケットイラストは宮尾和孝が手掛けた。前作「グラフティー」に続くセルフプロデュース作品。

## 収録曲
1. センチメント・エキスプレス
（作詞・作曲：松本素生）
ライブではイントロでボーカルの松本による「センチメンタルを乗せて、埼玉県からひたちなかを経由して、ハート行きの汽車が出ます」[1]、「センチメンタルを乗せて、埼玉県桶川市から日比谷野外音楽堂を経由して、ハート行きの、ハート行きの汽車が出ます」[2]など、開催地の地名や会場名をまじえたMCが入る。
2. 太陽の季節
（作詞・作曲：松本素生・中澤寛規）

## 収録アルバム
センチメント・エキスプレス
- かよわきエナジー
- COMPLETE SINGLE COLLECTION 1998-2008
- かよわきエナジー 2018〜forevergreen〜 - セルフカバーを収録。

太陽の季節
- THE BOX - B-SIDE COLLECTIONに収録。

### コンピレーション
- DJ 片平実『Getting Better 15th Anniversary presents Getting Roll 〜Rock Anthem Mix〜』 - 「センチメント・エキスプレス」を収録[3] 。